# Tu i teraz (psychologia)
Tu i teraz – zasada w psychologii i pedagogice, odnosząca się do pracy z klientem, postulująca, by podczas pracy z nim, poświęcić całą swoją uwagę.
Zasada ta wymaga od specjalisty, aby w trakcie bezpośredniej pracy z klientem, pacjentem, podopiecznym, koncentrować uwagę wyłącznie na nim. Nie powinno się w czasie pracy myśleć o sprawach prywatnych lub innych klientach. Praca z klientem nie powinna być także przerywana rozmowami z innymi osobami, czy odbieraniem telefonów.